# Inmigración italiana en Chile
La inmigración italiana en Chile se desarrolló a partir del siglo XIX y se concentró en las principales ciudades. Los casos de colonización rural estuvieron reservados a la región del Maule y localidades del sur como Limache, Renaico o Anglo y la fundación del pueblo de Capitán Pastene en el sur de Chile.

## Características
De acuerdo al Departamento del Interior y Ordenación del Territorio de Italia, del gobierno italiano, a 2004 el número de descendientes de italianos en Chile rondaba las 150 000 personas. No obstante, el investigador René A. Peri señalaba para 1989 la existencia de 300 000 descendientes de italianos en Chile, y Ricardo Parvex cifraba en 2014 en 600 000 los descendientes. De estos, cierto porcentaje serían inmigrantes llegados en primera instancia a Argentina y Uruguay. A diferencia de otras comunidades inmigrantes, los italianos no se concentraron en alguna zona específica del país, sino que se esparcieron a lo largo del mismo.
La inmigración italiana se produjo de manera espontánea y no correspondió a un período determinado. Italianos emigraron a Iquique en la época del salitre y a Arica después, a la actual Región de Atacama y una importante colonia venida de Trento se estableció en La Serena así como en Isla de Maipo, en Valparaíso, en algunos barrios de Santiago, Concepción, Punta Arenas, y la Región de La Araucanía.
Esta última zona recibió un buen número de inmigrantes en pocos años donde durante 1883 y 1901 llegaron más de 20 700 italianos a colonizar la zona, posteriormente llegaron unas 2600 familias más a fundar Capitán Pastene (única colonia rural italiana en el país), y poblar Lumaco y Purén.
Para el censo del año 1907, se contabilizaron 13 023 italianos viviendo en Chile. El Monumento al Genio de la Libertad fue una donación de la colonia italiana residente al pueblo chileno en conmemoración al Centenario de Chile en 1910.

## Inmigración por región

### Tarapacá

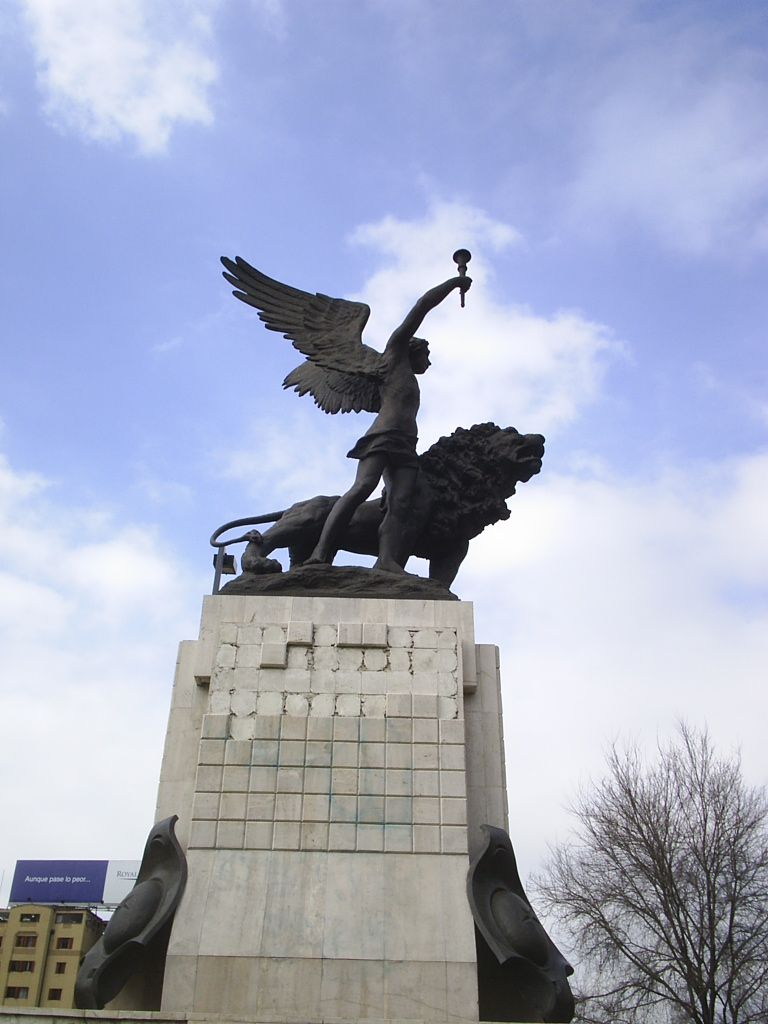
Monumento regalado por el Reino de Italia a Chile en 1910, ubicado en la plaza Baquedano de Santiago.

Muchos italianos se establecieron en la región, en ese entonces perteneciente a Perú y antes de la guerra del Pacífico. Terminada la guerra, el comercio en Iquique, Caleta Buena, Junín, Mejillones del Norte y otros aumentó notablemente y estaba en manos de numerosos italianos: Tomás Capella, industrial elaborador de cigarrillos, las familias Rossi, Sacco, Vallebona, Zanelli, Merani, etc. que figuraron entre los fundadores en 1882 de la Sociedad de Beneficencia y Socorros Mutuos Fratellanza Italiana. Esta y la Compañía de Bomberos Ausonia - cuyo nombre evoca la mítica tierra cantada por Virgilio en su Eneida- fundada el 3 de enero de 1874, serían las primeras agrupaciones sociales de los italianos en la zona. A ellas se agregó posteriormente la Sociedad Italiana de Instrucción, con dos escuelas de niños; el Círculo Musical Italiano y la Sociedad Republicana “Giuseppe Mazzini”, establecida en 1892 por J. B. Perasso, un entusiasta republicano dentro de una colonia que era en su mayor parte de ideas monárquicas.[cita requerida]
En esa misma época los sacerdotes salesianos establecieron el colegio Don Bosco, orientado a la enseñanza comercial, vinculado con la colectividad italiana durante el período del esplendor salitrero. También se fundó una compañía de seguros, la Compañía Italiana de Seguros contra incendios “Cristóforo Colombo”.
En 1883 numerosas oficinas salitreras pertenecían o eran explotadas bajo concesión por empresarios italianos; entre ellos cabe nombrar las de Pedro Perfetti, “Tres Marías”, “La Santiago” y “California”; las de Juan Sanghinetti, “San José de Puntuchara” y “Tránsito”; la oficina “Santa Rosa” en la cual Gregorio Peragallo trabajaba como contratista de elaboración, “San José de la Noria” de Pío Fasola; “Santa Adela” y “San José de Devéscovi” del empresario oriundo de Dalmacia (actualmente Croacia), Pedro Devéscovi, al cual la colonia italiana consideraba su coterráneo; Sebastopol del hijo de italiano, Pedro Gamboni Vera.
El panorama de auge económico quedaría ensombrecido con los luctuosos sucesos que 1891 depararía para Iquique, durante el desarrollo de la lucha fratricida entre los partidarios de la escuadra sublevada y las fuerzas leales al Presidente Balmaceda. Los italianos, a través de la Bomba Ausonia, formaron guardias cívicas para proteger sus propiedades durante el ataque a Iquique. Dichas guardias adoptaron una estricta neutralidad. Por su parte, el intendente Salinas formó una guardia que era una legión extranjera de unos 6000 hombres, en donde militaron varios italianos.
El saldo de los combates de la Guerra Civil de 1891 produjo numerosos muertos y daños a propiedades de colonos italianos, los que ya estaban acostumbrados a adversidades de ese tipo, ya que luego de los maremotos de 1868 y 1877, habían tenido que afrontar los bombardeos de 1879 y pavorosos incendios como el de 1880, que destruyera el centro comercial “en una extensión de treinta manzanas; el de 1883 que devoró quince; el de 1884, que duró siete días y el de 1885 que abarcó en su terrible círculo de fuego los cuarteles de las bombas Germania y Ausonia”.
Tales siniestros que cambiaban poco a poco la faz de la ciudad, contribuyeron a la construcción de cada vez mejores edificios. La colonia italiana construyó en 1892 el amplio y hermoso edificio “Colombino”, inaugurado solemnemente el 12 de octubre de dicho año. En dicho local funcionarían hasta 1956 todas las instituciones sociales de la colonia italiana iquiqueña.
A finales del siglo XIX surgió una nueva agitación con el clima de amenaza de guerra entre Chile y Perú. De las informaciones de la prensa de la época se infiere un sentimiento de afinidad y compromiso de los italianos con la tierra que los ha acogido, expresado en él repudio hacia los italianos que en el país trasandino estarían formando legiones italianas que apoyaban la posición de Julio Roca frente a Chile.
La colonia italiana de Iquique recibió un comunicado de Santiago, según el cual las sociedades italianas de la capital reunidas acordaron el nombramiento de una comisión “que acompañada del regio representante patrio se apersonará al Presidente de Chile, expresando sus sentimientos respecto al proceder de algunos italianos residentes en Perú.
Una de las actividades a la que se dedicaron frecuentemente los italianos fue el deporte, practicando mayoritariamente el ciclismo. Existía un club al que estaban afiliados los que poseían bicicletas y su directiva para 1910 estaba conformada por Lorenzo Busolino como presidente activo, Reinaldo Sessarego como vicepresidente, Pablo Arata, César Besio y Eugenio Tarssetti como directores y el Dr. Miguel Garbarini era el médico del club. También existió un Centro Sportivo cuyo vicepresidente era Carlos Viollo.
El fútbol no fue exclusivo de los ingleses ya que hubo un “Junior Foot-ball Club” cuyo presidente honorario era el dueño de la Botica y Droguería del Sol, Sr. Gennari. Los vicepresidentes y el tesorero fueron Reinaldo Sessarego, Lorenzo Delucchi y Vicente Tarssetti.
Los italianos también participaron en Actividades Mutualistas, en 1910 hallamos como tesoreros de la Sociedad Internacional de Artesanos, a Domingo Pallavicini y a César Bacigalupo. En la Unión Marítima figuraban como subtesorero Justo Badani y como vocal Carlos Pichele.
La actividad social fue un elemento importante dentro de la vida de los residentes italianos, y dentro de este punto la Bomba Ausonia fue un baluarte, fue fundada el 13 de enero de 1874, tuvo brillantes demostraciones de valor en el maremoto de 1877 y en los innumerables incendios de la historia de Iquique. Ocupaba la planta baja del Edificio Colombino de Tarapacá 44 entre 1892 y 1956.
Para 1910 su directorio estaba integrado por Jorge Romussi; Blas Arata, Antonio Onetto, Luis Tassara y Ángel Priaroni, Médicos los doctores Meriggio y Garbarini. Los oficiales eran Alejandro Pessolo, Pilo Marazzino, Pedro Bardi, Miguel Cambano, José Chiappe, Próspero Onetto, Agustín Locatelli, Victorio Tassara, Rómulo Bosso, Juan Sacco y David Besaccia.
En 1936 era Director Esteban Sacco y Capitán Mario Sfrazzani, Comandante del Cuerpo de Bomberos de Iquique era Carlos Rossi y prosecretario general Francisco Catanzaro.
Como se puede apreciar siempre la actividad bomberil fue relevante para los inmigrantes italianos. Lo anterior se ve ratificado en el hecho de que italianos participaban también en otras compañías de bomberos; Humberto Vallebona, Nicolás Polocroni y Arquímedes Bagliolis son directores de la Bomba Tarapacá en 1910. Antonio Polocroni es miembro del consejo de disciplina de la Bomba Zapadores y en la Bomba Peruana participaba Carlos Viollo.
Otra actividad en la que encontramos residentes italianos, es en la de los ferrocarriles salitreros. En 1910 encontramos a César Bacigalupo como ayudante de tráfico de The Nitrate Railways Co.; Passi era el jefe de Estación y Telegrafista de Pintados. En el Ferrocarril de Agua Santa estaba Enrique Lubini, pesador de carbón y Máximo Paniagua como recibidor y despachador de los planos. En Alto Caleta Buena, Miguel Viteri era ayudante telegrafista. En Estación Huara el jefe de estación era Rafael Lanchini.
Como hemos revisado en las líneas anteriores, los italianos y sus descendientes participaron en múltiples actividades que se desarrollaron en la región de Tarapacá, y no solamente en el comercio, aunque este último fue el ámbito en el que más se destacaron.
Una de las actividades a la que se dedicaron frecuentemente los italianos fue el deporte, practicando mayoritariamente el ciclismo. Existía un club al que estaban afiliados los que poseían bicicletas y su directiva para 1910 estaba conformada por Lorenzo Busolino como presidente activo, Reinaldo Sessarego como vicepresidente, Pablo Arata, César Besio y Eugenio Tarssetti como directores y el Dr. Miguel Garbarini era el médico del club. También existió un Centro Sportivo cuyo vicepresidente era Carlos Viollo.
En el período comprendido entre 1920 y 1940, el comercio seguirá siendo una de las actividades principales de la colectividad italiana en Iquique, pese a la aguda crisis que experimentó la región a partir de 1924 a causa del cierre de la mayor parte de las explotaciones salitreras, obligando a la liquidación de algunos establecimientos y a la drástica reducción de otros. Otro factor de la decadencia del rubro fue la enorme competencia entre comerciantes que vendían lo mismo, reduciéndose al mínimo las utilidades.
Hacia 1936 el Banco Italiano ya había cerrado su Agencia en Iquique, ante la competencia de otras instituciones. En esa misma fecha don Antonio Brazzale era Consejero de la Cámara de Comercio de la ciudad. De las grandes firmas permanecieron hasta entonces Solimano, Chiappe y Compañía. El resto de las grandes casas de italianos ha desaparecido junto con el esplendor del nitrato, sus propietarios ya han fallecido, pero permanece la presencia italiana en el rubro comercial mediano y pequeño.
Los descendientes de italianos Pablo Barbagelata y Rodolfo Confalonieri representan respectivamente a la Compañía de Tabacos de Talca y a productos Carozzi. En el rubro de frutos del país están Silvio Lanata, Francisco Cerisola, Casanegra y Emilio Rossi. En el rubro ferretería: La Esmeralda, de Humberto Costa.
También podemos citar las siguientes tiendas: Heladería Napoli de Nicola Marino, La Verbena de Cúneo Hnos.; El Vaticano de Juan Coronata y Cía.; La Joven Italia de Sacco, Baldazano y Cía.; La Veneciana de Boero y Canessa; La Confianza de Solari Hnos.; La ciudad de Londres de Esteban y José Solari; La Ideal de Gandolfo Hnos.; La Liguria de Magnasco y Cía.; Casa Cánepa de Cánepa Hnos.; Princesa y Yolanda de Machiavello y Mortola; Pabellón de Pica de Mario Zolezzi; La Victoriosa de Francisco Mattei; Palermo de Profumo y Cía.; La Triunfante de Lanino Hnos.; y la sastrería de Mario Maggio. En el rubro zapaterías encontramos a P. Tulliano, Vicente Petrillo y a Nicola Marino a su llegada a la ciudad.
La casa de préstamos La Confianza era la única agencia de los socios Carlos Rossi y Mario Sfrazzani. Agentes de Seguros eran Rosa Cossa y Vigliensoni, Bermúdez y Cía.
En el ámbito hotelero y gastronómico debemos mencionar a Mario Maiocchi, propietario del famoso Chalet Suisse, selecto Restaurante a orillas del mar. El antiguo hotel Génova de Priaroni y luego de Salamero cambió de manos y de nombre al adquirirlo un español y un pasar a denominarse España. En lo que se refiere a otros negocios tenemos a: Pedro Donaggio, Tassistro y Cía.; Barracas de Madera. Silvio Figallo, Tassistro y Cía.; Fábrica de Fideos. Francisco Vasallo; Bebidas gaseosas. Juan Gnecco; Licores. Francisco Lassala y Pizzani Hnos.; Panaderías. Teodoro de Bernardis; Repuestos de Automóviles. Coronata Hnos.; Agente de Philco, receptores de radio.
Así, si las grandes empresas pertenecientes a miembros de la colonia italiana decayeron junto con otras ligadas directamente a la industria salitrera, las italianas del sector medio y pequeño en cambio, se consolidaron en la ciudad de Iquique, manteniendo su liderazgo, conservando esta colectividad el predominio de las actividades comerciales de la ciudad.

### Valparaíso
La inmigración italiana en Chile, se inició tempranamente en la ciudad de Valparaíso. Ya en 1812 el marino genovés Pietro Enrico Filippi toma como base este puerto para llevar inmigrantes a California, labor que realizaba junto con barcos de  la familia Dagnino.  Los descendientes de las familias Filippi y Dagnino aún permanecen en la zona y sus alrededores. Un descendiente de estas familias, Don Raúl Filippi Boado, fue uno de los fundadores de la Cámara de Comercio de Viña del Mar.
Durante la segunda mitad del siglo XIX, la inmigración se concentró fundamentalmente en la ciudad de Valparaíso y fue hecha principalmente por genoveses.
Valparaíso, durante el siglo XIX, sobresalió como un centro de notable atracción para los extranjeros, en razón de su descollante actividad comercial local, y sobre todo, regional. La evolución de la colectividad italiana se vincula íntimamente al proceso de evolución urbana. El crecimiento demográfico extraordinario que experimentó la ciudad significó la existencia de un mercado de consumo aunque desprovisto de una infraestructura de servicios urbanos. Entre estos, los establecimientos industriales de productos alimenticios y los locales de expendios de estos productos generaron un espacio que en primera instancia fueron prácticamente monopolizados por los españoles. Sin embargo, el conflicto chileno-español de 1866 determinó el alejamiento de muchos de estos comerciantes, lo que dejó un amplio espacio que fue copado por los italianos.
"Don Giuseppe de la esquina", les llamaban a todos los almaceneros italianos que se instalaron en Valparaíso. La mayoría de ellos provenía de la Región de Liguria y para 1895 eran la colonia más numerosa del Puerto. Parte de su legado son la 6.ª Compañía de Bomberos Cristoforo Colombo - a la que aún sólo pueden ingresar aquellos que tengan apellido italiano - y el edificio de la Scuola Italiana en la avenida Pedro Montt, declarado Monumento Histórico Nacional.
De acuerdo a la matrícula comercial de 1849 Valparaíso contaba con 418 establecimientos comerciales, de los cuales 60 pertenecían a italianos, distribuidos de la siguiente manera: 1 fundición de metales (Fundición "La Patria" propiedad de Antonio Stefano Costa Rocca e hijos), 2 almacenes, 20 tiendas, 2 bóticas, 3 pulperías, 2 herrerías y 2 joyerías. La misma fuente, para 1858, revela tanto un incremento de los establecimientos pertenecientes a los italianos, como también la manifestación de una tenencia, que posteriormente se consolidará, en concretarse en los almacenes y despachos ya que este tipo de establecimientos aglutinaban a un 40 % del grupo de comerciantes italianos.
Hacia 1904 el cónsul italiano en Valparaíso sostenía que sus connacionales eran propietarios del 90 % de los almacenes y del 74 % de los despachos de la ciudad. Haciendo notar también que la forma en que operan estos individuos es fundamentalmente sobre la base de su esfuerzo y constancia, con lo cual logran algunos ahorros que finalmente a través del tiempo les permite consolidar una pequeña fortuna.
La participación industrial de los italianos se orientó básicamente a la pequeña industria relacionada con el grupo de alimentos o en general, caracterizadas como empresas familiares que no requerían de una gran infraestructura tecnológica ni de una gran aporte de capital.
La evolución de la colectividad italiana es el desarrollo de una cadena migratoria a la manera tradicional como se observará en otras regiones. Los establecimientos comerciales o industriales requerirán de la participación de personas confiables, por lo cual será constante y creciente la demanda de familiares, amigos o lugareños, a Italia, para incorporarlos al grupo laboral.
A través de esta vía se evidenciará, desde el primer momento, un notorio predominio de italianos procedentes de la Región Liguria. Desde entonces se produce una relación estrecha entre las dos regiones costeras. La presencia de los ligures en Valparaíso estará siempre sobredimensionada en relación con el resto del país, ya que entre el 60 % y el 70 % de los italianos que se establecen en el principal puerto chileno proceden de las provincias ligures. Quizás las similitudes geográficas produjeron esta situación. De tal modo, para los inmigrantes provenientes de la tierra ligur, el paisaje de Valparaíso era muy similar.

### Metropolitana de Santiago

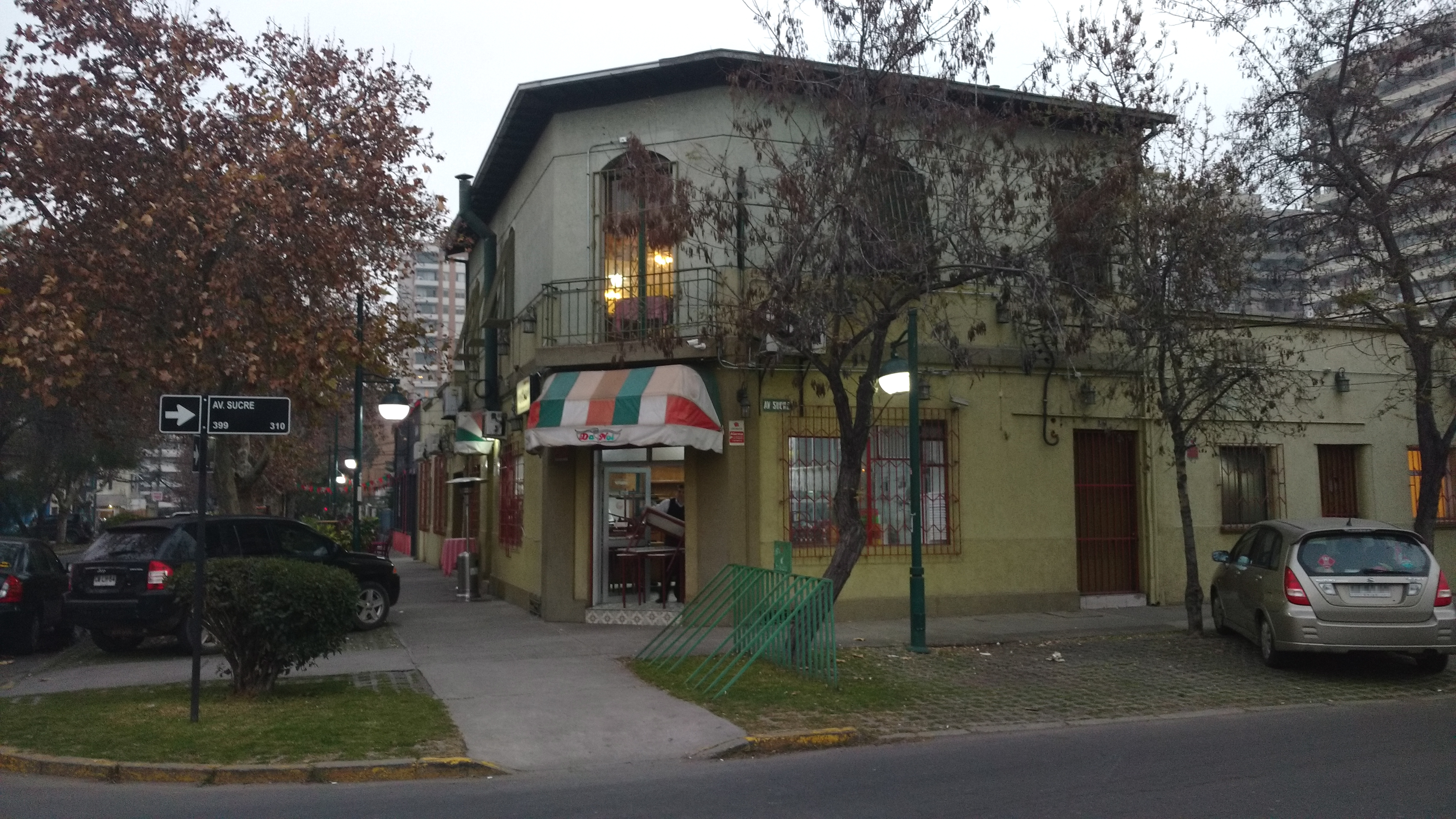
Restaurante de gastronomía italiana ubicado en el barrio Italia.

La inmigración italiana en Santiago de Chile se localizó principalmente en lo que hoy es conocido como barrio Italia o barrio Santa Isabel el cual en la actualidad es un epicentro gastronómico y de diseño de la capital chilena. Este sector fue conocido como Población Juan García Ballesteros (1896) y luego como Población Italia. Además en el barrio se encuentra la Embajada de Italia en Chile.
Para los asuntos religiosos, la comunidad italiana residente en la capital chilena, de mayoría católica, se reúne en la Iglesia de Nuestra Señora de Pompeya, conocida en sus inicios como la «Parroquia Italiana». En este templo se ofician misas en italiano y se conmemora la Fiesta de la República Italiana en junio de cada año.

## La actual comunidad italiana

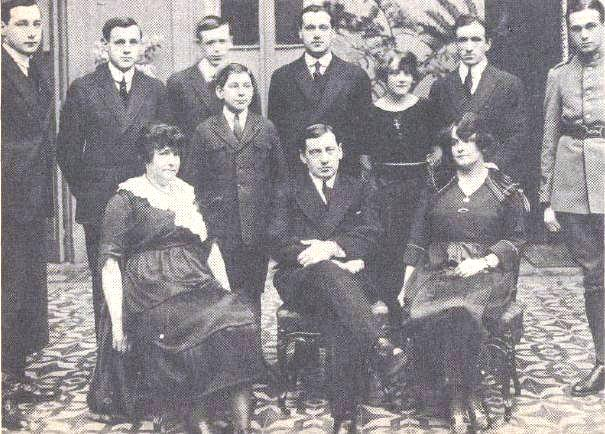
La familia Alessandri en 1920, de la que vienen dos Presidentes de Chile: Arturo Alessandri (al centro de la foto, sentado) y Jorge Alessandri.

La inmigración italiana en Chile ha creado una comunidad de origen italiano, que ha alcanzado altos niveles de cohesión dentro de la sociedad chilena. 
Una muestra de esta integración es el caso de la familia Alessandri. Al inicio del siglo XIX Giuseppe Pietro Alessandri Tarzi, vino de Toscana y trabajó como cónsul del Reino de Cerdeña en Santiago. Entre sus descendientes hay dos Presidentes de Chile: Arturo Alessandri (1920-1925 y 1932-1938); y Jorge Alessandri (1958-1964).
También destacan las familias Barbagelata, Abrigo, Angelini, Canepa, De Gregorio, De la Cruz (Dellacroce), Falabella, Ferrari, Gallo, Garreton, Justiniano, Parodi, Pastene, Pontoni, Solari, Signorio, Torti, Vaccarezza, Vicencio, entre otras.
La prensa italiana cuenta con:
- La Gazzetta Italiana nel Cile, publicada en Santiago por el director Nadir Morosi.
- Presenza, quincenal fundado el 1 de noviembre de 1969 por el sacerdote Edoardo De Gaudenzi, publicado actualmente en Providencia por el editor Giuseppe Tommasi ("Padri Scalabriniani").[10]

Cabe destacar que el idioma italiano viene siendo promovido por la asociación "Dante Alighieri" de Santiago y hay varias escuelas italianas en Chile: las principales son la "Vittorio Montiglio" en la capital y la "Arturo Dell'Oro" en Valparaíso. Además casi cincuenta organizaciones y asociaciones tutelan y sirven la actual comunidad italiana.
De acuerdo a informaciones del Ministerio de Asuntos Exteriores de Italia en 2013, en Chile vivirían poco más de 52 000 personas con nacionalidad italiana, 15 000 de ellos provenientes de la región de Liguria. Actualmente la cantidad de ciudadanos italianos en Chile es la quinta más numerosa de América Latina, después de Argentina (691 000), Brasil (317 000), Venezuela (116 000) y Uruguay (91 000).
Los apellidos de origen italiano, con 0,6 % de la población, ostentan el 3.º lugar de frecuencia en Chile, luego de los de origen español (96 %), y germano (1,4 %).